# Epimorfizm

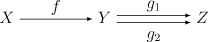
Diagram przemienny epimorfizmu

Epimorfizm – w teorii kategorii, morfizm {\displaystyle f\colon X\to Y} mający prawostronną własność skracania, tj. dla wszystkich morfizmów {\displaystyle g_{1},g_{2}\colon Y\to Z} spełniony jest warunek:
{\displaystyle g_{1}\circ f=g_{2}\circ f\Rightarrow g_{1}=g_{2}.}
Epimorfizmy są odpowiednikami funkcji „na”, lecz nie są one z nimi tożsame. Pojęciem dualnym do epimorfizmu jest monomorfizm.
Wielu autorów książek o algebrze abstrakcyjnej i uniwersalnej definiuje epimorfizm jako homomorfizm „na” (surjektywny). Każdy epimorfizm w tym sensie algebraicznym jest epimorfizmem w sensie teorii kategorii, ale nie jest to prawdą we wszystkich kategoriach.

## Epimorfizm konormalny
Jeśli dany epimorfizm jest kojądrem jakiegoś morfizmu, to nazywany jest on wówczas epimorfizmem konormalnym.
Jeśli każdy epimorfizm danej kategorii jest epimorfizmem konormalnym, to nazywa się kategorią konormalną. Każda z kategorii Gr, Ab, Vect jest konormalna. Kojądro w tych kategoriach istnieje dla każdego morfizmu
{\displaystyle \alpha \colon A\to B.}
Jest ono równe grupie ilorazowej {\displaystyle B/G,} gdzie {\displaystyle G} jest najmniejszą podgrupą normalną zawierającą {\displaystyle \alpha (A).}

## Przykłady
- Epimorfizmami w kategorii Set są odwzorowania „na”.

Niech {\displaystyle f\colon X\to Y} będzie epimorfizmem, a jednocześnie istnieje taki {\displaystyle y_{0}\in Y\setminus f(X).} Niech {\displaystyle y_{1}\in f(X).} Niech {\displaystyle Z=\{y_{0},y_{1}\}} oraz
{\displaystyle g_{0}(y)=y_{0}} dla {\displaystyle y\in Y,}
{\displaystyle g_{1}(y)={\begin{cases}y_{0},&y\in f(X)\\y_{1},&y\notin f(X)\end{cases}}.}
Wtedy {\displaystyle g_{0}f=g_{1}f} i {\displaystyle g_{0}\neq g_{1},} co jest sprzeczne z tym, że {\displaystyle f} jest epimorfizmem. Zatem nie istnieje {\displaystyle y_{0}\in Y\setminus f(X)} i funkcja {\displaystyle f} jest „na”.
- Morfizmy identycznościowe są epimorfizmami.

## Literatura dodatkowa
- Bucur I., Deleanu A.: Introduction to the Theory of Categories and Functors (tłum. ros.). Москва: Мир, 1972. Brak numerów stron w książce
- Jiri Adámek, Horst Herrlich, George E. Strecker: Abstract and Concrete Categories. 2005-01-18. [dostęp 2011-08-26]. (ang.).